# Cratere Eratosthenes
Eratosthenes è un cratere lunare di 58,77 km situato nella parte nord-occidentale della faccia visibile della Luna, al confine tra il Mare Imbrium e Sinus Aestuum. Costituisce il confine occidentale dei Montes Apenninus.

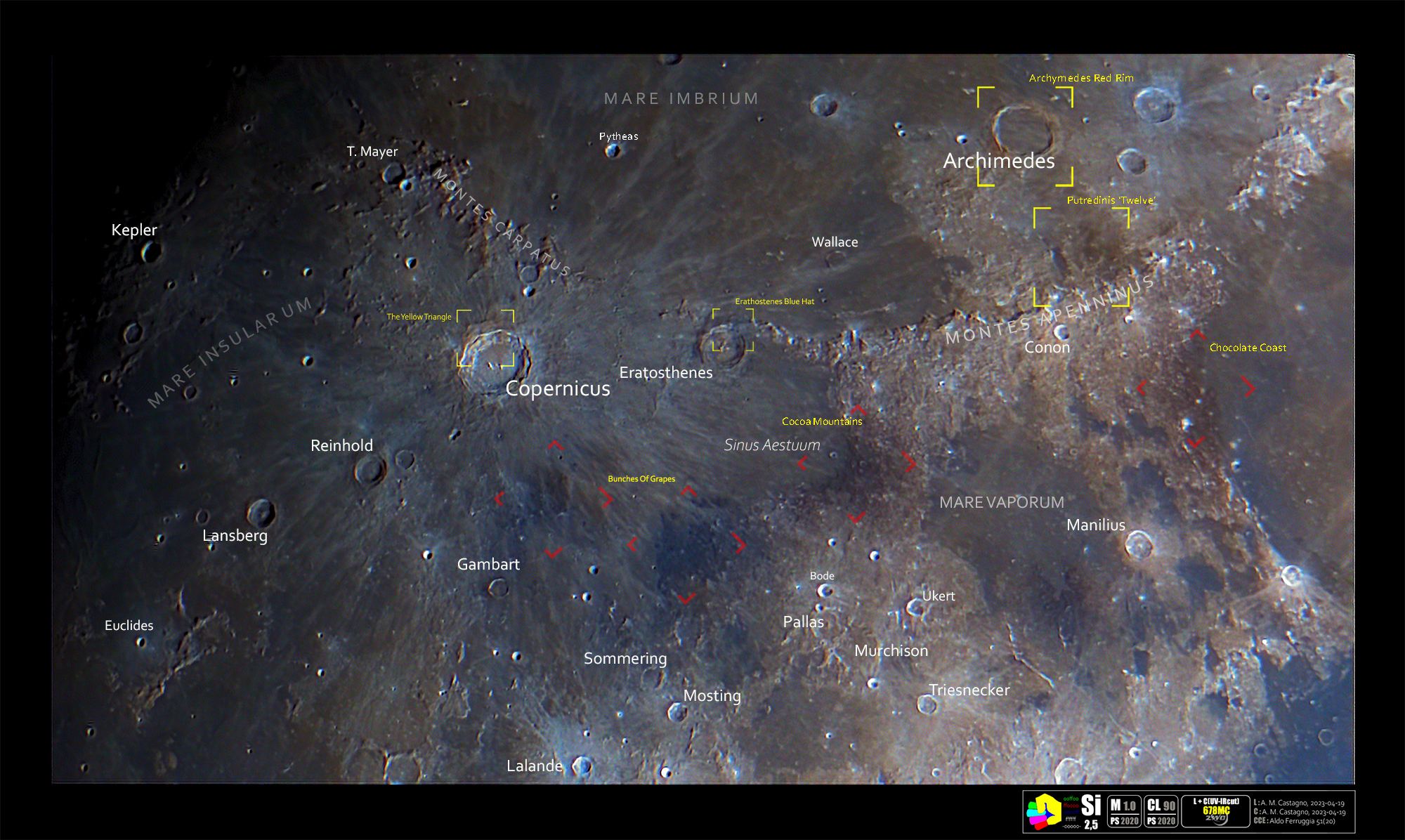
Immagine selenocromatica centrata sul cratere con alcuni reperi selenocromatici (normali in giallo e piroclastici in rosso)

Ha un bordo ben definito e circolare, delle pareti interne terrazzate, dei picchi montagnosi centrali, un fondo irregolare e un terrapieno di materiale espulso (ejecta). Non è presente una propria raggiera, ma è sovrapposto dalla raggiera del cratere Copernicus a sud ovest.
Il periodo Eratosteniano della cronologia geologica lunare deriva da questo cratere, infatti la data della sua formazione, che si pensa sia avvenuta circa 3,2 miliardi di anni fa, è stata presa come riferimento per l'inizio di questa era geologica.
Quando la luce solare incide con un angolo basso vengono proiettate le ombre del bordo rendendo il cratere facilmente individuabile. Tuttavia, quando la luce è perpendicolare, la sua struttura si confonde con il terreno circostante e diventa più difficile da localizzare. I raggi del cratere Copernicus, con albedo più alto, che attraversano l'area creano infatti un effetto mimetico.
Nel 1924 William Henry Pickering, notando le zone scure che variavano regolarmente durante il giorno lunare, speculò che l'apparente movimento di queste regioni potesse essere causato da insiemi di piccole forme di vita. 
Il cratere è dedicato all'astronomo greco Eratostene di Cirene.

## Crateri correlati
Alcuni crateri minori situati in prossimità di Eratosthenes sono convenzionalmente identificati, sulle mappe lunari, attraverso una lettera associata al nome.
| Eratosthenes | Coordinate            | Diametro (in km) |
| ------------ | --------------------- | ---------------- |
| A            | 18°20′24″N 8°19′48″W  | 5,67             |
| B            | 18°42′N 8°42′W        | 5,33             |
| C            | 16°53′24″N 12°23′24″W | 5,19             |
| D            | 17°26′24″N 10°54′00″W | 3,83             |
| E            | 17°55′48″N 10°53′24″W | 3,83             |
| F            | 17°41′24″N 9°54′36″W  | 4,02             |
| H            | 13°18′36″N 12°15′00″W | 3,47             |
| K            | 12°51′00″N 9°15′36″W  | 4,33             |
| M            | 14°01′12″N 13°35′24″W | 3,53             |
| Z            | 13°45′N 14°06′W       | 0,57             |